# Emilio Macro
Emilio Macro (in latino Aemilius Macer; Verona, prima del 43 a.C. – Asia, 16 a.C.) è stato un poeta romano dell'età augustea.

## Biografia

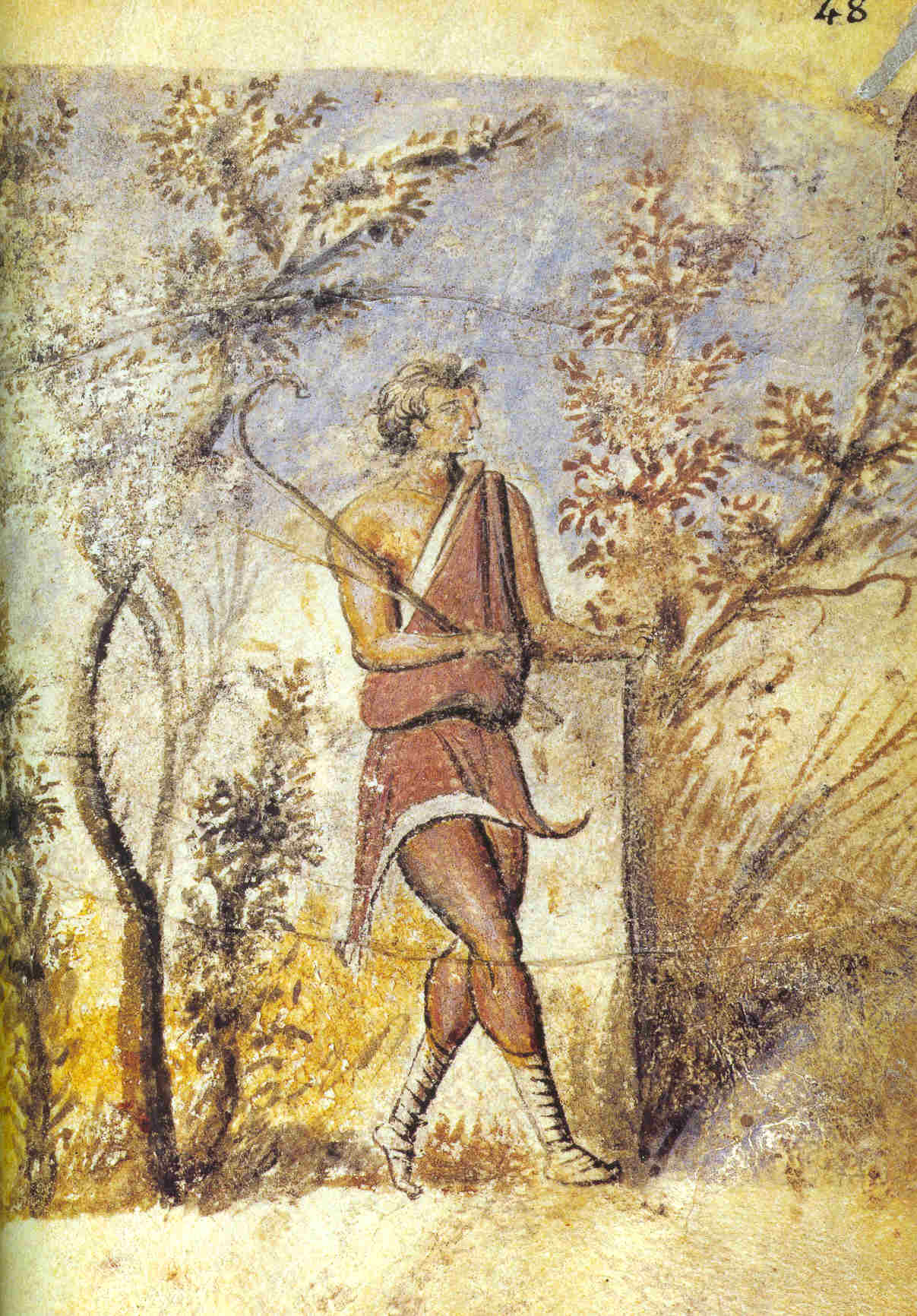
Miniatura bizantina del X secolo dai Theriaká nicandrei, modello di Macro

Emilio Macro nacque a Verona e fu, probabilmente, in buoni rapporti con i maggiori poeti augustei: infatti, Virgilio lo avrebbe celebrato nella V Bucolica con il nome di "Mopso", indicandone, con lo pseudonimo mitologico, la capacità tecnico-didascalica legata alla descrizione della natura. Ancora, fu amico di Ovidio, al quale avrebbe letto, in anteprima, passi dei suoi poemi e da cui fu scherzosamente rimproverato di non dedicarsi alla poesia erotica e, forse, di Tibullo.
Da san Girolamo si apprende, infine, che sarebbe morto in Asia nel 16 a.C., forse seguendo un proconsole.

## Opere
Macro compose esclusivamente poemi didascalici, ispirandosi al poeta ellenistico Nicandro di Colofone. Tuttavia, di essi non restano che scarsissimi frammenti.
Per quanto concerne il poema sugli uccelli, è attestato il titolo Ornithogonia, mentre un Theriaca, in due libri, si dedicava, probabilmente, ai serpenti ed alle erbe medicamentose ricordati da Ovidio: se ne può avere un'idea in base ad una sezione della Pharsalia di Lucano. Infatti, all'interno del nono libro del poema, la parte che tratta dei serpenti velenosi di Libia è indicata dai commenti antichi come influenzata proprio da Macro.

Al contrario di altri poeti didascalici di questo periodo (soprattutto Virgilio e Lucrezio), dunque, Macro si dedicò esclusivamente a temi di carattere prettamente specialistico, con un linguaggio spesso tecnicistico e humilis che, probabilmente, ne decretò la scomparsa.